# 松平康孝
松平 康孝（まつだいら やすたか）は、戦国時代の武将。松平宗家6代当主・松平信忠の子。松平清康の弟。通称は十郎三郎。鵜殿松平家、あるいは三木松平家初代として考察される人物。

## 略歴
『三河物語』に、松平信忠が「三男十郎三郎殿に見次の郷を譲せ給う」（28頁）とあり、また『三河国二葉松』の「三木村古城」および「浅井村古城」に「清康御弟君松平十郎三郎康孝」（下巻77頁および84頁）とあることから、安祥松平から分出して所領を持っていたと考えられる。
また『松平記』は松平広忠の岡崎還住に際し、大久保新八が清康の弟「十郎三郎」に相談したと記し（103頁）『三家考』は康孝が兄・信孝と共に帰還後の広忠を後見したとしている（『徳川実紀』1巻23頁の記述はこれに拠ったものか）。
『三家考』は天文5年（1536年）2月、織田信秀が8,000余りの兵を率いて三河国に侵入したと記す。『松平記』にこの戦いの記述があり「松平十郎三郎」の名が松平方の大将として現われる。『三家考』は「清康の舎弟 松平蔵人　同弟十郎三郎康孝」と明記して、この兄弟が800人の兵を率い「伊田の郷」に布陣して戦ったとしている（井田野の戦い）。
『朝野旧聞裒藁』は『三河国古墳考』ほかを引いて天文11年3月18日卒としているが（1巻616頁以下）『御九族記』には天文15年（1546年）5月とする異説が記されている。 
法名は礼翁善忠（『寛永諸家系図伝』1巻105頁『寛政譜』1巻22頁）もしくは礼翁禅忠（『御九族記』）。『三河国二葉松』は院号を「宝琳院」とし「浅井村源空院 在松平十郎三郎康孝墳」と記している（下記刊行本下巻119頁）。
注：史料の巻数および頁数はすべて下記刊行本による。

## 系譜
- 父：松平信忠
- 母：不詳
- 『御九族記』の記す兄弟は次のとおり。康孝は三男とされている。
  - 松平清康
  - 松平信孝
  - 吉良持広の室：「瀬戸之大房」（『寛政譜』2巻『吉良』217頁同じ）
  - 「三州大浜道場」 称名寺・室
  - 松平乗勝（源次郎）の室：松平親乗（和泉守）の母。永禄4年8月2日卒、法名は常左院桂室恭栄、葬地は大樹寺。乗勝の妻が信忠の娘であることは『寛政譜』1巻「大給」55頁に記載があり、また清康の養女であるとも記している。
- 『三家考』はその子を八郎三郎『康定』とし、始め父の遺領を継いだが早世したとしている。そのため所領は伯父・信孝に併呑されたという。所領が信孝に渡ったことについては『三河物語』『松平記』にも記述がある。
- また三河国佐々木（佐崎）城主で、1538年頃梅森城（現・愛知県日進市梅森）を築城した松平信次は広忠の叔父にあたり、信忠の子、清康の兄弟とされる。しかし家系図に登場する事はなく、その存在について詳細は不明である。